# Pepeljuharica
Pepeljuharica je slovenska pravljica, ki jo je napisal slovenski pisatelj France Poznik, leta 1868. Zbirateljica je Monika Kropej, ki je pravljico objavila skupaj s še nekaterimi drugimi v knjigi Pravljica in stvarnost.

## Pepeljuharica
Pepeljuharica je slovenska pravljica. V pravljici nastopajo Pepeljuharica, mačeha, mačehina hči, krava ter mlad grofič. 
Pravljico Pepeljuharica je napisal slovenski pisatelj France Poznik, in sicer leta 1868. Pravljica je bila objavljena skupaj z drugimi pravljicami v knjigi Pravljica in stvarnost, avtorice Monike Kropej. Izšla je v Ljubljani pod okriljem Znanstvenoraziskovalnega centra SAZU, leta 1995.

## Vsebina
Bila je mačeha, ki je imela lastno hčer in pasterko, ktere zadne pa ni s koncem očesovim ni mogla videti. imela je vedno umazana oblačila ter je vedno tičala v kotiču ogniščnem, da je bila kar pepela bela in zato so jo zmerjali s pepljuhom, pometuhom. Pa še to se je mačehi preveč zdelo, morala je iti krave past, zraven pa ji je dala mnogo prediva, kterga je morala spresti. Ko prižene kravico na zeleno trato, se ji milo stori ter začne milo jokati po svojej ranjci materi, ktera ji je bila tako dobra. Kravi se uboga deklica usmili, zatorej jo popraša, zakaj se joka. »Oh, kaj bi se ne jokala,« ji odgovori pepeljuharica, »saj me vse črti in sovraži. Mačeha mi je dala toliko prediva, da nisem vstani spresti ga, in zvečer bom tepena.« »Le tiho bodi,« ji odgovori krava, »ti bom pa jaz spredla.« In res natakne predivo na rogova in ga kmalo sprede. Ko pride zvečer pepeljuharica domu, je bila mačeha jezna, da ji ni imela česar spodtakniti, toraj ji drugo jutro še enkrat toliko prediva da, kakor prejšnji dan; pa tudi tega ji je krava spredla. To se mačehi čudno zdi, zato pošlje drugo jutro svojo hčer za pepljuharico špegat. Ko ta vidi, da ji je le krava prede, teče hitro nazaj svojej materi povedat. Sklenini sta kravo pobiti, da ji ne bi mogla več presti. Pepeljuharica pa je bila tisti večer prav hudo tepena in drugo jutro le še zadnjikrat žene kravo na pašo. Tu ji zdaj vse pove in se spet začne milo jokati, ker se bosta morali ločiti. Krava ji pa reče: »Nič ne jokaj pepljuharica; v mojih črevih je ključek, ki odpre v podzemeljsko jamo, kjer se ti bo izpolnila vsaka želja. S ključkom le trikrat udari obi tisti kamen na vodi pri perilniku, pa se bojo vrata odprla. Jutri jo poprosi, da ti dajo čreva prati.« Drugi dan so res kravo pobili, in mačeha že sama vrže pepeljuharici in ji ukaže jih prati iti. Ko je ona na vodi, pogleda v čreva in res dobi notri ključek. Hitro gre k perilniku in potrka na kamen. Naenkrat stoji pred njo ena luknja. Pepeljuharica brez strahu dalje gre in pride v lepo belo sobo. Vse je bilo z zlatom ozaljšano; po stenah so visela velika ogledala. Na sredi sobe pa je bil oblačilnik in v njem tri sprelepe obleke. Ena je bila zvezdina, druga lunina, tretja najlepša pa solčina. Pepeljuharica si vse to ogleda potem pa gre hitro vun, da ne bi jo prišli iskat in obljubi prihodno nedeljo priti. Zdaj je bila ona vesela in je že težko pričakovala prihodne nedele.
Ko ta pride, so šli vsi v cerkev, le ona je morala ostati doma za varha. Kakor hitro pa je bila sama, skoči hitro k vodi in gre v jamo ter se napravi v zvezdino obleko. Kako se ona začudi, ko stopi pred ogledalo in se vidi notri v krasnej obleki z zlatimi zvezdami. Hitro si zaukaže kočijo z dvema konjema, ona skoči notri in meglice pred mano, meglice za mano rekši, oddrdra proti cerkvi vsem nividijoča. V cerkev stopivši se obrnejo vseh oči na njo in po vsi cerkvi stikajo glave vprašaje se kdo je ta lepa gospa. Nihče je ni poznal. Pri vratih pa je stal mlad grofič, in tega je lepa gospodična posebno zanimovala. Ko je maša minila in je šla gospodična iz cerkve ji ponudi grofič iz svoje dlani blagoslovljene vode. Ona se pokropi, pa kar naenkrat je že v kočiji in koj ni bilo niti duha niti sluha po nji. Ona pa se je v podzemeljski jami slekla, svoje cunje zopet oblekla in brzo podala na dom, da je bila doma, kadar so ljudje prišli iz cerkve. Tukaj so ji pripovedovali, kako lepo gospo so vidili in so jo dražili, da je ona ni vidila. Ona nekoliko jezna odgovori: »Vidila sem jo, vidila, še bolje kakor vi, in vem vse natanko kakšno obleko je imela.« Zdaj je vse natanko povedala, kako je bila oblečena. Kar mačeha pristopi in jo vpraša, kje je ona gospo vidila. Pepeljuharica je bila nekoliko v zadregi, pa kmalo odgovori, da je ravno za plotom stala, ko se je gospa memo peljala. To se razume, da to mačehi ni bilo všeč, ker ni bila za celo mašo doma, pepeljuharica je bila toraj tepena. Kmalo je prišla druga nedelja. Danes so pepljuharico zaprli, da bi bila za mašo v hiši. Pa kakor hitro so ljudje odšli, skoči skozi okno in malo časa po tem je že napravljena v lunini obleki. Kakor mesečina ponoči je sijala pepeljuharična obleka. Zaukaže si zopet kočijo ter se pelje v cerkev. Danes ljudje niso nič iz bukvic brali, ampak vedno le prekresno gospico gledali. Ko je maša minula, je že spet grofič stal pred durmi in je znova iz cerkve gredoči gospici vode ponudil. Rad bi jo bil nagovoril, pa ona je hitro smuknila v kočijo. Toda on je imel osedlanega konja pred cerkvijo, toraj se zapraši nanj in hoče za njo zdirjati, pa njo so skrile meglice in nihče je ni videl. Žalostnega srca je toraj moral oditi na dom, ne da bi bil kaj opravil. Pepeljuharici se je danes še slabeje godilo kakor preteklo nedeljo. A ker jo je mačeha dobila zunaj hiše, kajti nazaj ni mogla priti skozi okno, jo je še huje kaznovala, kakor pretekli krat. Pa tudi to ni nič izdalo, da ne bi prihodnjo nedeljo pepeljuharica zopet ušla in se napravila v najlepšo obleko, v solnčnio. Skoraj je ni bilo moč pogledati, tako je bliščalo. Današni dan si je grofič zatrdno obljubil, da jo hoče nagovoriti in se dalje ž njo seznaniti. Nagovori jo iz cerkve gredočo pa ona mu uteče, nehote ga slušati. Toda on jo ni hotel tako naglo pustiti, toraj skoči zanjo in ji stopi ravno na levi čevelj, ko je ona ravno v kočijo mislila vstopiti. Črevljič mu je ostal, ona pa je zginila rekši: meglica pred mano, meglica za mano.
Grofič je bil brezupen, ko mu je tudi ta poskušnja se ponesrečila. Hotel je še zadnje poskusiti. Dal je oznaniti, da bo on vzel tisto za ženo, kteri bo črevljič pristal, kterega ima on v rokah. Hodil je po vseh bližnih krajih okol, pa vsakej je bil črevljič premajhen, vsaka je imela preveliko nogo. Skoraj je bil tudi na tej poskušnji obupal, pa poda se še k našej mačehi. Ta je že dolgo časa svojej lastnej hčeri nogo prešala v preši, da bi bila manja. Ko se pa grofič približa, skrije hitro ubogo pepeljuharico pod eno korito in mu pokaže le svojo hčer. Pa tej je bil čeveljc trikrat premajhen, tako veliko nogo je imela. »Ali nimate nobene druge hčere?« je povprašal grof. »Čisto nobene druge, milostljivi grof, kakor samo tole.« Iz nevoščljivosti je zamolčala, da ima tudi pepeljuharico. Grofič se toraj poslovi in hoče oditi. Ko pa pride na dvorišče, zavpije nekaj pod koritom: »Kikeriki, pepeljuharica pa pod koritom tiči.« Hitro je grofič ukazal pokazati kdo je pod koritom, pa ko vidi umazano in strgano pepljuharico, ji je komaj hotel črevljič pomeriti. Pa ga vendar pomeri in lej! Nji je bil primeren, nji je šel z lahkoto na nogo. Ali kaj pa grofič? Zdaj je bil še bolj žalosten in osupnjen, ker bi moral vzeti pepeljuharico za ženo, ktera je bila vsa umazana in v cunje oblečena. »Ta gotovo ni prava«, si je misli grofič, »pa vzeti jo moram, ker sem obljubil in zatrdil, besede pa nečem prelomiti.« Vzel je torej pepeljuharico k sebi v kočijo in se odpeljal ž njo v svoj grad, ženitvijo vendar je odlašal in odlašal, in prihajal je vedno bolj žalosten in otožen, da je nazadnje prav hudo zbolel. Poklicali so hitro vse doktorje in zdravnike, pa nobeden mu ni mogel pomagati. Nekega jutra pa gre pepeljuharico v kuhinjo in reče kuharici: »Jaz ga hočem ozdraviti, le tako naredite, kakor vam bom jaz ukazala.« Ona pa je imela prstan, kterega ji je grofič nataknil na prst takrat, ko ji je ponudil blagoslovljene vode. Ona ga je potem vedno v nedriji pri sebi nosila. Zdaj je pustila skuhati čaj, v sklenico pa je djala prstan. Kuharici pa je rekla: »Nesi   to-le grofu in če hoče biti zdrav, mora to do dna spiti.« Kuharica mu je nesla pa on ni hotel piti, kajti sam je že nad seboj obupal. Ker ga je kuharica le silila in silila, je torej vendar začel piti. Ko je že do konca nagnil se nekaj zasveti. On pogleda in vidi prstan, kterega je on nekdaj dal lepi gospici v cerkvi. Začuden vpraša od kod ta prstan pride. Kuharica pove, da je pepeljuharica čaj delala. Pa niso dolgo čakali in kmalu je bilo vse razodeto. Pepeljuharica je hitro tekla v svojo podzemeljsko jamo in se oblekla v solnčino obleko in šla v grad ter stopi pred grofa. Ta skoraj ni verjel svojim očem, videl je pred sabo gospo iz cerkve in obenem spoznal tudi pepeljuharico. Ta mu je zdaj vse natanko povedala in razložila, grofič je bil naenkrat zdrav in še tisti dan je bilo ženitovanje, kamor so tudi mene povabili in mi dali iz naprstnika jesti, iz rešeta piti, s steklenimi črevlji plesati.

## Analiza pravljice
Avtor pravljice je znan, torej pravljica ni ljudska. Pripovedovalec je prvoosebni, kar izvemo na koncu, ko pripovedovalec pove, da je bil povabljen na slavje. Dogajalni prostor ni enoten, saj se pravljica dogaja na več različnih mestih. Hiša, cerkev ter kraljevi dvor. Dogajalni čas nam avtor ne razkrije, ampak verjetno je čas srednjega veka ali gradov. 
Glavne književne osebe so: Pepeljuharica, mačeha ter grofič. Stranske osebe pa so: vaški ljudje, kuharica, mačehina hči.
Klučni dogodek v pravljici je, ko Pepeljuharica najde sobo, kjer so tri obleke. Le-te ji uresničijo želje.
Pravljica se vsekakor razlikuje od ostalih pravljic. Predvsem je obravnavana pravljica različna od »standardne« Pepelke. Konec pravljice je srečen.

## Liki in interpretacija dela
Pepeljuharica, ima težko življenje, kar izvemo že iz samega začetka pravljice. Mačeha ter polsestra jo maltretirata, ter se ji ves čas posmehujeta. Nihče ne pokaže pretiranega veselja do družbenega življenja z njo ter ljubezni. Opravlja teža in garaška dela, ki pa jo samo krepijo. V pomoč ji je samo krava, ki ji pomaga ter jo tolaži.
Krava, je predstavljena kot bajeslovno bitje, saj se s Pepeljuharico pogovarja ter ji svetuje. Je pametna ter v pomoč. Pepeljuharici tudi pove za zlati ključek. 
Mačeha, se v pravljici ne pojavi prav pogosto, vendar pa lahko iz konteksta pravljice izvemo, da je hudobna ter nesramna. Pepeljuharici ne prizanaša, prijazna je le do svoje hčere ter ljudi, ki ima kaj od njih. Predstavlja lik, ki prevladuje nad pepeljuharico ter ji vseskozi greni življenje.
Mačehina hči, se v pravljici pojavi samo na začetku in na koncu, pa še to samo skozi besede pripovedovalca. Nikoli se ne pojavi kot »govoreča« oseba. O njej ne izvemo ničesar po čemer bi lahko sodili.
Grofič, se na začetku pokaže kot prijazen ter ustrežljiv, vendar pa se izkaže, da mu gre konec koncev samo za družbeni položaj ter zunanji izgled. Pepeljuharico, kot umazanko ne mara ter se je sramuje. Ko pa pride kot lepotica ter oblečena v najlepšo obleko se njegov pogled nanjo ter sam odnos do nje spremeni.

## Motivno – tematske povezave
Motivi in tematika zgodbe se pojavljajo v vseh različicah Pepelke. Pravljica, ki velja za neko »standardno« Pepelko, je tista, kjer Pepelka spi pri ognjišču in je prav tako umazana od pepela, le da ima Pepelka tu še pomoč dobre vile. Razlika med Poznikovo Pepeljuharico ter Pepelko, ki ima pomoč vile in čarobnih moči, je v tem, da ta Pepelka ima očeta, le-ta pa vedno potuje. Prav zaradi tega pa ima premalo časa zanjo.
Motiv sovraštva in nepriznavanja lahko zasledimo v vsaki različici Pepelke, pa naj bo to starejša ali mlajša. Povsod je namreč nakazano močno sovraštvo do pastorke in ponižanje. Konec je pri vsaki različici srečen, le da ima vsaka svojo pot razvijanja zgodbe.
Pepelka je prijazna do svojih polsester vendar je one ne priznavajo ampak jo nasprotno, zavračajo in prevzemajo sovraštvo svoje matere. Pepelka je pozitiven lik v pravljici, saj ne glede na ponižanja ostaja prijazna in ustrežljiva. Vedno rada priskoči na pomoč.
In prav to naklonjenost in prijaznost je moč zaznati v vsaki različici.
To pa naj bi bil nauk te zgodbe. Če si prijazen do drugih se ti bo ta prijaznost slej ko prej vrnila in te poplačala za svoja dela.

## Predstavitev pravljice
Mačeha svoje pastorke ni marala; le-ta je vedno tičala ob ognjišču, zato je bila vsa od pepela; vsi so ji rekli pepeljuh, pometuh. Da pa je imela še več dela, je morala pasti krave in presti predivo. Na pašniku je Pepeljuharica jokala, saj je pogrešala svojo rajno mater. Krava jo je vprašala, zakaj se joka; ta je odgovorila, da zato, ker je nihče ne mara. Krava ji je pomagala presti predivo, saj Pepeljuharica sama ne bi zmogla in bi bila zvečer tepena. Drug dan ji da mačeha še več prediva, saj ne ve, kako je Pepeljuharici uspelo. Svojo hčer pa pošlje za njo, da bi izvedela kdo ji pomaga. Mačeha sklene kravo ubiti, da Pepljuharici ne bi več pomagala. Ko so se krava in Pepeljuharica poslavljale, je bilo Pepeljuharici zelo hudo; krava pa ji je rekla, da je v njenih črevih ključek, ki odpre podzemeljsko jamo, kjer se ji bo izpolnila vsaka želja; da mora udariti trikrat ob kamen, ki je pri perilniku in vrata se bojo odprla ...
Pepeljuharica opere čreva in s klučkom pride v podzemeljsko jamo; stopi v lepo belo sobico, kjer je bilo vse okrašeno z zlatom; zagledala je tri lepe obleke: zvezdino, lunino in sončevo.
Ob nedeljah ni smela iti v cerkev, saj je morala paziti na hišo; vendar se je sedaj izmuznila in oblekla zvezdino obleko in se s kočijo odpeljala. V cerkvi je ni nihče prepoznal; vsi so jo občudovali, še posebej pa mladi grofič. Vendar je Pepeljuharica odšla, ne da bi kdo vedel kam; njeno kočijo so skrile meglice, ko je rekla: »Meglica pred mano, meglica za mano.« Naslednjo nedeljo se je ponovilo isto; oblekla je lunino obleko in bila je prelepa. Ko je hotela oditi, ji je hotel grofič slediti, vendar so jo skrile meglice.
Tretjo nedeljo pa je oblekla sončevo obleko in vsem je jemalo dih, ko so jo zagledali. Grofič se je trdno odločil, da bo govoril z njo, saj jo je hotel vzeti za ženo. Vendar mu je spet ušla; ostal pa mu je njen čeveljček, ko ji je med begom stopil na levo nogo.
Grofič je s čeveljčkom iskal svojo bodočo nevesto; nobeni ni bil prav; ko je prišel k mačehi, mu je ta zamolčala da je pri hiši tudi Pepeljuharica. Vendar ga je na to opozoril petelin na dvorišču: »Kikeriki, Pepeljuharica pa pod koritom tiči.«
Njej je bil čeveljček seveda prav; grofič pa je bil žalosten, da jo bo zdaj moral vzeti za ženo, saj je bila vsa umazana in oblečena v cunje. Vendar je držal besedo in jo odpeljal na grad; vendar je kar odlašal s poroko in na koncu hudo zbolel. Zdravniki mu niso znali pomagati, edino Pepljuharica  mu je lahko; skuhali so čaj, ona pa je vanj dala prstan, ki ji ga je dal grofič takrat, ko ji je ponudil blagoslovljene vode. Medtem ko je grofič pil čaj, je šla Pepeljuharica v podzemno jamo, se oblekla v sončevo obleko in nato stopila pred grofiča; ta je prepoznal svojo lepo nevesto iz cerkve in hkrati tudi Pepeljuharico; ta mu je vse razložila in grofič je bil še isti dan zdrav in še isti dan sta se poročila.

## Interpretacija
V pravljici ima matera zelo majhno vlogo; očeta pa sloh omenjenega ni. Za Pepeljuharico je značilno, da je ubogljiva, ponižna, nasploh pozitivno predstavljen lik.
Zanimiva je tudi izbira živali, ki ji pomagata – krava in petelin; ti dve živali sta značilni za slovenski prostor, zato izbira niti ne preseneča.
S tem, ko krava pove Pepeljuharici za ključek, ji s tem omogoči boljše življenje, pa čeprav ve, da bo jo bodo ubili; tako lahko vidimo, da sta najpomembnejši vrednoti dobrota in prijaznost, zelo velik pomen pa ima tudi vera, kar se zelo razlikuje od ostalih inačic Pepelke.
S tem, ko mačeha zataji Pepeljuharico lahko vidimo, da hinavščina ne pomaga, saj se prej ko slej razkrije resnica.
S tem , ko grofič noče sprejeti Pepeljuharice, ko je raztrgana in umazana, se vidi, da mu veliko pomeni zunanjost; vendar je pozitivno to, da je držal obljubo in jo vzel s seboj na grad. V različnih inačicah Pepelke se pojavljata dva značilna predmeta – čeveljček in prstan, v slovenski različici pa sta kar oba; sta dokaz, ki ga je potreboval grofič, da je prepoznal svojo nevesto. Morala pa se mu je pokazati tudi v lepih oblačilih. To lahko razumemo, da ni za vse ljudi dovolj notranja lepota, ki jo izžareva prijaznost, dobrota in ljubeznivost.

## Ostale različice Pepelke
Pepelka je pravljica, ki ima mnogo različic, od klasičnih do ljudskih.
- Rhodopsis (egipčanska različica)
- Yeh-Hsien (kitajska različica)
- Mačka Pepelka (Giambattista Basile)
- Pepelka (Jacob in Wilhelm Grimm)
- Pepelka (Roald Dahl)
- Mačoha (Matevž Ravnikar-Poženčan) – slovenska
- Pepelka (Charles Perrault)

Obstaja pa še veliko drugih del, ki vsebujejo motive Pepelke. Skoraj v vsaki svetovni kulturi bi našli eno različico.

## Motivi, ki se pojavljajo v različicah pravljice o Pepelki (B.Bettelheim)
Bruno Bettelheim se je osredotočil predvsem na Pepelko bratov Grimm, vendar nam lahko Bettelheimov pogled veliko pove tudi o ostalih različicah, saj večinoma uporabljajo podobne motive. Motive, ki jih je našel v Grimmovi Pepelki lahko najdemo tudi v Pepeljuharici.
- Pepelka je zgodba o trpljenju in upanju.
- Pepelka naj bi med vsemi pravljicami najbolj posredovala notranja doživetja majhnega otroka; bistvena je tekmovalnost med brati in sestrami (Ojdipov konflikt – Sigmund Freud).
- Govori o ponižni junakinji, ki na koncu slavi zmago nad sestrama, ki sta prej z njo grdo ravnali.
- Otrok skozi pravljice spozna, da poleg čarovnic obstajajo tudi dobre vile, ki imajo nad njimi premoč (otroku to daje neko varnost, saj verjame, da mu bo vedno nekdo pomagal).
- Otrok dojema mater kot dve različni osebi: dobro mater in »hudobno mačeho«, na katero se lahko jezi.
- Pomemben motiv je tudi ta, da je Pepelka živela ob ognjišču; večinoma to dojemamo kot nekaj slabega, ponižujočega; vendar je bil v zgodovini varuhinja ognjišča eden najbolj cenjenih položajev, ki ga je lahko dosegla ženska. V številnih družbah se je pepel tudi uporabljal pri obrednem umivanju; bil je sredstvo, s katerim se je človek očistil. Pepel pa je tudi znak žalovanja. »Pepel si in v pepel se povrneš« - življenje v pepelu lahko simbolizira lepe čase, ki smo jih preživeli z materjo, pa tudi globoko žalovanje za osebno bližino z materjo, ki smo jo izgubili, ko smo odrasli, kar simbolizira materino »smrt«.
- Zasledimo lahko tudi preobrazbo matere v žival ali drevo; simbolična zamenjava prvotne matere je z živaljo, ki daje mleko (krava, koza)- potreba po negi in bližini.
- Pepelka s svojim begom sporoča, da želi biti izbrana takšna, kakršna v resnici je, ne pa zaradi sijajnega videza. Njen beg pa lahko razumemo tudi kot obvarovanje svoje deviškosti.
- Včasih so po splošno sprejetem vzoru ženske povezovali z drobno postavo; zato daje Pepelki drobno stopalo izredno ženskost.